# دروغگوی بد (ترانه ایمجین درگنز)
«دروغگوی بد» (به انگلیسی: Bad Liar) ترانه‌ای از گروه موسیقی پاپ راک آمریکایی ایمجین درگنز است. این ترانه در ۶ نوامبر ۲۰۱۸ به‌عنوان چهارمین تک‌آهنگ از چهارمین آلبوم استودیویی شان سرچشمه‌ها (۲۰۱۸) توسط اینترسکوپ رکوردز منتشر شد.
«دروغگوی بد» به رتبه ۷۸ در ۱۰۰ آهنگ داغ بیلبورد ایالات متحده آمریکا و در بلژیک، فنلاند، اسلواکی و سوئیس به ۱۰ رتبه برتر جدول فروش رسید.